# 전기 바이올린
전기 바이올린(Electric Violin)은 음향부에 전자회로를 이용한 전기 악기다. 전자 바이올린이라고도 불린다. 사일런트 바이올린은 야마하제 전기 바이올린의 상표다.
본항에서는 바이올린의 항을 근거로 설명한다.

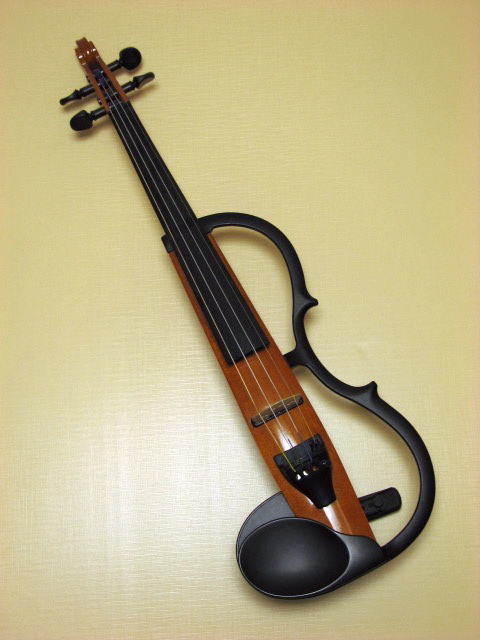
전기 바이올린의 외관
야마하제 SV-100
공명동에 해당되는 부분에 주목.

## 음향의 구조
바이올린과 같은 연주 방법에 의해, 활과 현을 켜는 것으로 진동을 발생시키지만, 공명동이 없기 때문에, 진동은 픽업에서 전기신호로 변환된다.
이것을 앰프로 증폭해 스피커에 소리를 내 연주한다.
전치 증폭기를 내장해, 헤드폰을 붙여 연주할 수 있는 제품도 많다.
또 통상의 바이올린에 픽업을 달고, 악기의 어쿠스틱 음을 전기신호로서 꺼내는 경우는, 전기 어쿠스틱 바이올린이라고 부르며, 구조나 음향의 구조로서는 다른 것이다.

## 구조

### 본체
기본적인 외관은 공명동이 존재하지 않는 바이올린이다.
공명동 대신에 공명동의 형태에 외측선을 가진 제품도 많지만, 기본적으로는 어깨받침 등의 장비를 붙이기 위해서나, 높은 포지션 연주시의 위화감 배제, 시판의 케이스에 맞추기 위한 디자인이며, 음향 구조상으로는 테두리도 필요없다. 일부 제품에는 테두리가 전혀 없이 넥으로부터 테일 피스까지 막대 모양의 디자인도 존재한다.
공명동이 없는 것 외에는, 실패, 넥, 지판 등은 일반적인 바이올린과 같은 구조이다.
테일 피스나 턱받침이 본체와 일체화하고 있거나 전용의 어깨받침을 사용하는 제품도 있지만, 시판품을 사용할 수 있는 제품도 많다.
일본에서 가장 친숙한 것은, 통상의 바이올린의 이미지로 외측선을 디자인해, 본체, 지판으로부터 테일 피스에 이르기까지 바이올린과 같은 소재를 사용한 것이지만, 라메들이가 도장을 한 것이나, 투명한 플라스틱 보디의 제품, 끝은 전기 기타로 보이는 형상까지 만들어지고 있다.
통상의 바이올린으로도 5현의 물건이 존재하지만, 전기 바이올린에서는 7현의 물건도 있다.
전기 악기이기 때문에, 본체에는 라인 아웃 단자나, 전지 박스가 내장되고 있다. 또, 최저한의 조정은 필요하다. 예를 들면 현간이나 기러기발과 지판표면의 커브와의 정합 등은 실시할 필요가 있다.

### 픽업
현의 진동은 픽업으로 전기신호에 변환되지만, 본체 내에 픽업을 내장해, 그 위에 기러기발을 세우는 경우 외, 기러기발이 픽업이 되고 있는 제품도 있다. 기러기발이 픽업이 아닌 경우, 기러기발은 통상의 바이올린과 같은 물건을 사용할 수 있다.
픽업 자체는 방식에 따라 2종류 존재한다.
- 마그네틱 픽업의 경우는 현의 진동을 전자 유도로서 검출한다.
- 피에조 픽업의 경우는 현의 진동을 기러기발을 통해서 압전 효과로서 검출한다.

### 현·활
찰현악기로서의 현과 활의 관계는 변하지 않기 때문에, 통상의 바이올린용의 현과 활을 이용할 수 있다.
다만, 마그네틱 픽업의 경우는, 전자 유도 가능한 스틸현을 사용해야 한다.
제품에 따라서는 전용현도 발매되고 있다.
현의 치는 방법, 현악기의 고저를 조절하는 것 등은 통상의 바이올린과 완전히 같지만, 공명동이 없기 때문에, 모든 현을 벗겨도 버팀막대가 넘어지는 등의 문제가 없다.

## 바이올린의 소리와의 차이
통상의 바이올린과 같은 공명동에 의한 소리나 흔들림이 없거나 약하기 때문에 음질적으로는 뒤떨어진다. 최근의 제품은 이것들을 극복할 수 있도록  개량이 더해지고 있지만, 악기를 몸에 밀착시켜 연주하는 사람이 듣는 소리와 스피커나 헤드폰으로부터 듣는 소리(악기로부터 떨어져 듣는 사람이 듣는 소리)는 달라, 연주자는 이것을 미리 이해해 두지 않으면 안 된다.
기본적으로는 공명동이 없는 만큼, 본체로부터 발하는 어쿠스틱한 소리는 작고, 소음기를 붙인 통상의 바이올린 정도이다.
일본에서는 야마하의 사일런트 바이올린의 이름 때문에 무음이라고 오해를 부르는 일이 있지만, 무음은 아니다.

## 용도
앰프로 증폭 가능해진 일에 의해, 현대의 음악인 락이나 댄스 뮤직 등, 통상의 바이올린에서는 음량 부족 때문에 참가할 수 없었던 장르의 음악에도, 충분히 대응할 수 있게 되었다. 그 때문에, 라이브에 전기 바이올린을 사용하는 프로 뮤지션도 존재한다. 예를 들면, FictionJunction의 콘서트에 바이올리니스트 콘노 히토시가 사용하고 있다.
일반적으로는, 통상의 바이올린에 비해 소리가 작기 때문에, 야간이나 맨션 등, 외부로의 소음을 신경쓰는 장소에서의 연습에 사용되는 것이 많다.

## 같이 보기
- 야마하 - 사일런트 바이올린의 메이커
- 바이올린
- 전기 어쿠스틱 바이올린
- transquillo
- 비올라 폰